# Leko (företag)
Leko eller LEKO var ett svenskt leksaksföretag som gjorde träleksaker. Företagets logotyp bestod av fyra klossar med de fyra bokstäverna ur företagsnamnet på. 